# Budgie (Schlagzeuger)

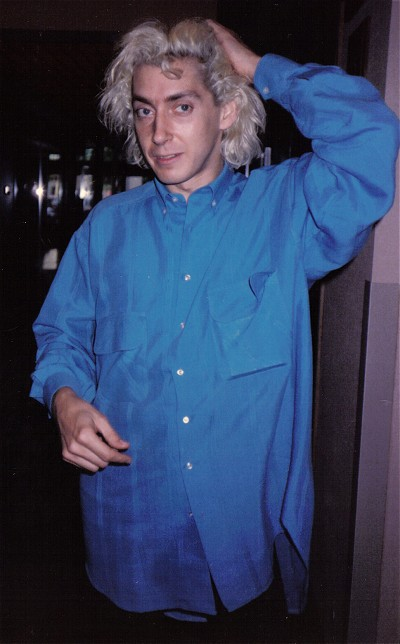
Peter Clarke (1986)

Budgie, eigentlich Peter Edward Clarke (* 21. August 1957 in St Helens, England), ist ein britischer Schlagzeuger.

## Leben
Zu Beginn seiner Karriere spielte er (noch unter dem Pseudonym Blister) gemeinsam mit Paul Rutherford in der Liverpooler Punkrock-Band Spitfire Boys, die 1977 mit British Refugee / Mein Kampf eine in der Punkszene vielbeachtete Single herausbrachte und sich kurz danach auflöste. Danach war er Gründungsmitglied der Band Big in Japan, in der Holly Johnson E-Bass und Ian Broudie E-Gitarre spielte. Nachdem sich auch diese Band nach der Veröffentlichung der ersten Single aufgelöst hatte, ersetzte er bei der Band The Slits die ausgestiegene Drummerin Palmolive und wirkte an Cut, dem ersten Album der Band, mit. Im Jahr 1979 stieg er bei The Slits aus und ersetzte bei Siouxsie and the Banshees den kurzfristig ausgeschiedenen Kenny Morris. Ursprünglich sollte er nur vorübergehend einspringen, blieb dann aber bis zur Trennung der Band 1996. Gemeinsam mit Frontfrau Siouxsie gründete er als Nebenprojekt die Formation The Creatures.
Von Mai 1991 bis zum Jahr 2007 war Clarke mit Siouxsie Sioux verheiratet, gemeinsam lebten sie in Frankreich, heute lebt er in Berlin.
Im Jahr 2023 veröffentlichte er zusammen mit Lol Tolhurst (The Cure) und Jacknife Lee  das Album Los Angeles.

## Veröffentlichungen
- 1979: The Slits – Cut
- 1980: Siouxsie and the Banshees – Kaleidoscope
- 1981: Siouxsie and the Banshees – Juju
- 1981: The Creatures – Wild things
- 1982: Siouxsie and the Banshees – Kiss in the Dreamhouse
- 1983: Siouxsie and the Banshees – Nocturne (Live-Album)
- 1983: The Creatures – Feast
- 1983: The Creatures – Miss the girl
- 1984: The Creatures – Right now
- 1984: Siouxsie and the Banshees – Hyaena
- 1986: Siouxsie and the Banshees – Tinderbox
- 1987: Siouxsie and the Banshees – Through the looking glass
- 1988: Siouxsie and the Banshees – Peepshow
- 1989: The Creatures – Boomerang
- 1990: The Creatures – Fury eyes
- 1991: The Creatures – Standing there
- 1991: Siouxsie and the Banshees – Superstition
- 1992: Thomas Dolby – Astronauts & heretics
- 1992: Indigo Girls – Rites of passage
- 1995: Siouxsie and the Banshees – Rapture
- 1998: The Creatures – Exterminating angel
- 1999: The Creatures – Anima animus
- 1999: The Creatures – Say
- 2001: The Creatures – Sequins in the sun
- 2003: The Creatures – Hai!
- 2003: Siouxsie and the Banshees – Seven year itch
- 2004: Siouxsie and the Banshees – Downside up
- 2004: Juno Reactor – Labyrinth